# Miroslav Jerkič
Miroslav Jerkič, slovenski general, * 10. marec 1928, Dobravlje, Ajdovščina.

## Življenjepis
Miroslav se je rodil očetu Alojzu, ki je bil po poklicu čevljar in materi Mariji, rojeni Hrobat, ki je bila gospodinja. Osnovno šolo in nižjo gimnazijo je obiskoval v Mariboru. Po izbruhu druge svetovne vojne se je preselil v Vipavo, kjer se je učil za trgovskega pomočnika. Tam se je pridružil mladinskemu osvobodilnemu gibanju, po kapitulaciji Italije pa se je pridružil partizanom. Najprej je bil dodeljen v četo VOS, kasneje pa 4. bataljonu 2. brigade VDV. Po vojni je služil na razdelilni črti med Jugoslavijo in Italijo v enoti KNOJa, nato pa se je vpisal v gimnazijo, ki jo je dokončal v Novi Gradiški.
Po končani gimnaziji se je vpisal v nižjo intendantsko šolo v Trebinju, nato pa še v višjo intendantsko akademijo v Beogradu, ki jo je dokončal leta 1960. Leta 1979 je dokončal šolo ljudske obrambe JLA in dobil čin generalpodpolkovnika. Medtem je služil v različnih intendantskih enotah in v vojaški ekonomiki JLA pa celi Jugoslaviji. 
Po opravljeni vojaški šoli je napredoval v načelnika intendantskega oddelka vojaške ekonomije, zatem pa je postal načelnik Intendantske uprave zveznega sekretariata za ljudsko obrambo. Naslednja služba, ki jo je opravljal, je bila služba inšpektorja za zaledje pri Zveznem sekratariatu za ljudsko obrambo. Njegovo zadnje delovno mesto je bilo mesto načelnika Uprave za vojno zaledje pri Zveznem sekratariatu za ljudsko obrambo. Upokojil se je leta 1988.